# في وقت متأخر من الليل مع الشيطان (فلم)
في وقت متأخر من الليل مع الشيطان هو فيلم رعب أسترالي إماراتي مُشترك أنتج عام 2023، وهو من تأليف وإخراج الأخوين الأستراليين كاميرون كيرنز وكولين كيرنز، ومن بطولة ديفيد داستمالشيان ولورا جوردون. عُرض الفيلم لأول مرة عالميًا في 10 مارس (آذار) 2023 في مهرجان الجنوب الغربي السينمائي.

## الإنتاج
كان إنتاج فيلم في وقت متأخر من الليل مع الشيطان هو حصيلة تعاون دولي مشترك بين منتجين من أستراليا والإمارات العربية المتحدة، حيث شارك في إنتاجه كل من جويل أندرسون ورامي ياسين وديفيد داستمالشيان.
بدأ الاستوديو الإماراتي إيميدج نيشن أبو ظبي في إنتاج الفيلم في 13 فبراير (شباط) 2022 بالتعاون مع شركة الإنتاج الأمريكية سبوكي بيكتشرز. ويقول الأخوين كاميرون وكولين كيرنز أنهما استوحيا فكرة فيلم في وقت متأخر من الليلمع الشيطان من البرامج الحوارية التي كانت تعرض على شاشة التليفزيون في عقدي السبعينيات والثمانينيات من القرن العشرين، والتي كانت بالنسبة لهما بمثابة نافذة على عالم الكبار الغريب، لذا اعتقدا أن الجمع بين هذا الجو المشحون وبين ما هو خارق للطبيعة يمكن أن يؤدي إلى تجربة فيلم رعب مخيفة وفريدة من نوعها. عرض الأخوان كيرنز دور جاك ديلروي على ديفيد داستمالشيان بعد قراءة مقال كتبه ديفيد داستمالشيان لمجلة فانجوريا حول مضيفي برامج الرعب التلفزيونية الإقليميين، وقبل ديفيد داستمالشيان لعب الدور بعدما قام بالتحضير للشخصية وقرأ أبحاثًا بالإضافة إلى سيناريو الفيلم ليشبه مذيعي البرامج التليفزيونية في فترة السبعينيات من القرن العشرين، وتم الإعلان عن اختيار ديفيد داستمالشيان لبطولة الفيلم في 24 يونيو (حزيران) 2022.

### التصوير
تم تصوير فيلم في وقت متأخر من الليل مع الشيطان في عدة مواقع في مدينة ملبورن بأستراليا، واستخدمت في تصميم المشاهد مجموعة مؤثرات خاصة مثل فن الدمى، إلى جانب المؤثرات البصرية الرقمية.

## العرض
عُرض فيلم في وقت متأخر من الليل مع الشيطان لأول مرة عالميًا في 10 مارس (آذار) 2023 في مهرجان الجنوب الغربي السينمائي في مدينة أوستن بولاية تكساس في الولايات المتحدة الأمريكية ضمن فئة أفلام منتصف الليل في المهرجان. وفي نفس الشهر، شاهد مؤلف قصص الرعب الشهير ستيفن كينج الفيلم، ووصفه بأنه رائع للغاية. عُرض الفيلم بعد ذلك في مهرجان سيدني السينمائي في أيام 9 و11 و15 يونيو 2023. وفي أكتوبر 2023، حصلت كل من شركة شودر وشركة أي إف سي فيلمز على حقوق توزيع الفيلم في أمريكا الشمالية والمملكة المتحدة وأيرلندا.

## قصة الفيلم
تدور أحداث فيلم في وقت متأخر من الليل مع الشيطان حول جاك ديلروي، وهو مضيف برنامج حواري كان يُذاع في فترة السبعينيات من القرن العشرين بعنوان في وقت متأخر من الليل، والذي أعاد اكتشاف حلقة من الموسم السادس للبرنامج، كان قد تم بثها في عيد القديسين عام 1977، وخلال هذا البث التلفزيوني المباشر، أجري ديلروي مقابلة مع عالمة تخاطر في علم النفس (لورا جوردون) حول موضوع كتابها الأخير، والذي يحكي عن مراهقة شابة (إنجريد توريلي) كانت الناجية الوحيدة من حادث انتحار جماعي وقع في كنيسة للشيطان.

## طاقم العمل

### الممثلون
- ديفيد داستمالشيان: في دور جاك ديلروي
- لورا جوردون: في دور الدكتورة جون روس ميتشل، وهي كاتبة وعالمة في علم التخاطر.
- إيان بليس في دور كارمايكل الساحر، وهو ساحر سابق تحول إلى متشكك.
- فيصل بزي: في دور كريستو، وهو وسيط روحي.
- إنجريد توريلي: في دور ليلي.
- ريس اوتيري
- جورجينا هيج
- جوش كونغ تارت

### الإخراج
- كاميرون كيرنز
- كولين كيرنز

### المصورون
- ماثيو تيمبل

### الموسيقى
- غلين ريتشاردز

### الإنتاج
- إيميدج نيشن أبو ظبي
- شركة سبوكي بيكتشرز
- فيوتشر بيكتشرز
- شركة غود فيند فيلمز
- روي لي
- ستيفن شنايدر
- ديريك داوشي
- مات جوفوني
- آدم وايت
- جويل أندرسون
- رامي ياسين
- ديفيد داستمالشيان

## الاستقبال
لاقى فيلم في وقت متأخر من الليل مع الشيطان استحسان الجمهور وحظي بإشادة النقاد، وعلى موقع مراجعات الأفلام الشهير روتن توميتوز حصل الفيلم على تقييم 100% من 35 مراجعة، بمتوسط تقييم 8.2/10. وعلى موقع ميتاكريتيك، حصل الفيلم على متوسط 71 نقطة من أصل 100 بناءً على مراجعات 4 نقاد، مما يشير إلى المراجعات الإيجابية للفيلم بشكل عام. كما أشاد الكاتب الصحفي دينيس هارفي في مقالة له نُشرت في مجلة فاريتي بتصميم إنتاج الفيلم وبالجوانب الفنية، بالإضافة إلى أداء الممثلين، وذكر أن الفيلم يقدم مزيجًا من أفلام طرد الأرواح الشريرة والطقوس الشيطانية وهو ما تعامل معه الأخوان كاميرون وكولين كيرنز ببراعة ككتاب ومخرجين. وأشاد بريان تاليريكو من موقع روجر إيبرت بالفيلم وباستخدامه المبتكر لتنسيق اللقطات التي عُثر عليها بطريق ذكية، وسلط الضوء على أداء ديفيد داستمالشيان الاستثنائي. على حين رأت ميغان نافارو الفيلم مثيرًا للاشمئزاز وأعطته ثلاثة درجات ونصف كتقييم من أصل خمسة درجات، حيث انتقدت إيقاع الفيلم السريع ولكنها أشادت على الرغم من ذلك بالبراعة، والأداء المثير لداستمالشيان، والاستعراض الرائع لخاتمة عيد القديسين. كما أشاد تريس سوفيور من موقع ذا أوستن كورنكل بأداء ديفيد داستمالشيان، ووصف الفيلم بأنه قادر على استخلاص الكثير من الأفكار الفعالة والممتعة من حبكته الرئيسية.